# Philautus poecilius
Philautus poecilius es una especie de ranas de la familia Rhacophoridae.

## Distribución geográfica
Es endémica del noreste de Mindanao (Filipinas).

## Estado de conservación
Se encuentra amenazada por la pérdida de su hábitat natural.